# Klas Kristersson Horn
Klas Kristersson Horn til Åminne (født 1520, død 9. september 1566) var en svensk søkriger, anset som en af Sveriges største søhelte, brorsøn til Henrik Horn (1512-1595).

## Biografi
Horn deltog i Gustav I´s russiske krig, var statholder i Wiborg og udfoldede en betydningsfuld virksomhed ved grundlæggelsen af det svenske herredømme i de baltiske provinser. Det var Horn, der 1561 formåede store dele af Estland til at underkaste sig Sverige. Horn blev 1561 friherre. 1563 deltog han i det svenske indfald i Halland, og 1564 i februar angreb han forgæves (sammen med Gustaf Olofsson Stenbock) Bohus, som blev forsvaret af Jens Ulfstand.
August 1564 blev Horn "øverste admiral" og kæmpede kort efter ved Ølands nordlige odde mod Herluf Trolle. Samme år deltog han i Eriks angreb på Blekinge, og i januar 1565 hærgede han med 4.000 mand Sydhalland og det nordvestlige Skåne. Han fik derpå befalingen over flåden og afsejlede 15. maj fra Dalarø med 50 Skibe. En dansk-lybsk eskadre under Peder Hvitfeld blev drevet fra Bornholm mod Tyskland og eskadren blev for en stor del ødelagt.
Horn sejlede derefter til Øresund, men holdt sig uden for Dragør uden at sejle ind i Drogden. Han opbragte mange fjendtlige handelsskibe og tog afgift af andre. Den 4. juni kæmpede Horn mellem Wismar og Femern med en underlegen dansk eskadre under Herluf Trolle, som led svære tab. Herefter hærgede Horn, forstærket med finske skibe, Møn, og optrådte som eneherre i Østersøen. Imidlertid var også danskerne og lybækkerne blevet forstærket. Den 7. juli stødte de under Otto Rud sammen med Horn. Efter en hed kamp med store tab på begge sider sejrede Horn, og Otto Rud blev taget til fange.
Horn vendte herefter tilbage til Dalarø, hvilket imidlertid ikke rigtigt faldt i Erik XIV's smag. Horn fejrede ikke desto mindre triumfer i Stokholm. I efteråret krydsede han atter i Østersøen, de undertallige modstandere flygtede, og Horn forfulgte dem til Falsterbo rev. I slutningen af oktober vendte han tilbage til Elfsnabben. I maj 1566 afgik Horn med flåden fra Elfsnabben; at hans flåde dengang skulle have været på 68 skibe, synes at være noget overdrevet, og noget senere blev den angivet til at tælle 60 skibe. Ved midsommertid lå Horn med 46 skibe ved Dragør og opkrævede afgift. Noget senere lykkedes det Horn ved Bornholm at bemægtige sig en stor mængde skibe. 26. juli kæmpede Horn ved Ølands nordlige odde med den danske flåde under Jens Jernskæg.
Horns heldige operationer til søs var af stor betydning for sikringen af den fri forbindelse mellem tyske og preussiske havne og Sverige, der ikke havde andre oversøisk forbindelse. Efter hjemkomsten til Elfsnabben afsendtes Horn med en stor del af skibsmandskabet for at deltage i landkrigen. Horn skulle etablere en afledning af Rantzau gennem at angribe Halmstad. På grund af pesten ønskede Horn at udsætte aktionen, men måtte på Eriks befaling begive sig af sted; han nåede ikke længere end til Åby i Østergotland, hvor han døde af pesten.